# Thérapie par l'écriture
 (mars 2023).
La mise en forme du texte ne suit pas les recommandations de Wikipédia : il faut le « wikifier ».
Les points d'amélioration suivants sont les cas les plus fréquents. Le détail des points à revoir est peut-être précisé sur la page de discussion.
- Les titres sont pré-formatés par le logiciel. Ils ne sont ni en capitales, ni en gras.
- Le texte ne doit pas être écrit en capitales (les noms de famille non plus), ni en gras, ni en italique, ni en « petit »…
- Le gras n'est utilisé que pour surligner le titre de l'article dans l'introduction, une seule fois.
- L'italique est rarement utilisé : mots en langue étrangère, titres d'œuvres, noms de bateaux, etc.
- Les citations ne sont pas en italique mais en corps de texte normal. Elles sont entourées par des guillemets français : « et ».
- Les listes à puces sont à éviter, des paragraphes rédigés étant largement préférés. Les tableaux sont à réserver à la présentation de données structurées (résultats, etc.).
- Les appels de note de bas de page (petits chiffres en exposant, introduits par l'outil «  Source ») sont à placer entre la fin de phrase et le point final[comme ça].
- Les liens internes (vers d'autres articles de Wikipédia) sont à choisir avec parcimonie. Créez des liens vers des articles approfondissant le sujet. Les termes génériques sans rapport avec le sujet sont à éviter, ainsi que les répétitions de liens vers un même terme.
- Les liens externes sont à placer uniquement dans une section « Liens externes », à la fin de l'article. Ces liens sont à choisir avec parcimonie suivant les règles définies. Si un lien sert de source à l'article, son insertion dans le texte est à faire par les notes de bas de page.
- La présentation des références doit suivre les conventions bibliographiques. Il est recommandé d'utiliser les modèles {{Ouvrage}}, {{Chapitre}}, {{Article}}, {{Lien web}} et/ou {{Bibliographie}}. Le mode d'édition visuel peut mettre en forme automatiquement les références.
- Insérer une infobox (cadre d'informations à droite) n'est pas obligatoire pour parachever la mise en page.

Pour une aide détaillée, merci de consulter Aide:Wikification.
Si vous pensez que ces points ont été résolus, vous pouvez retirer ce bandeau et améliorer la mise en forme d'un autre article.

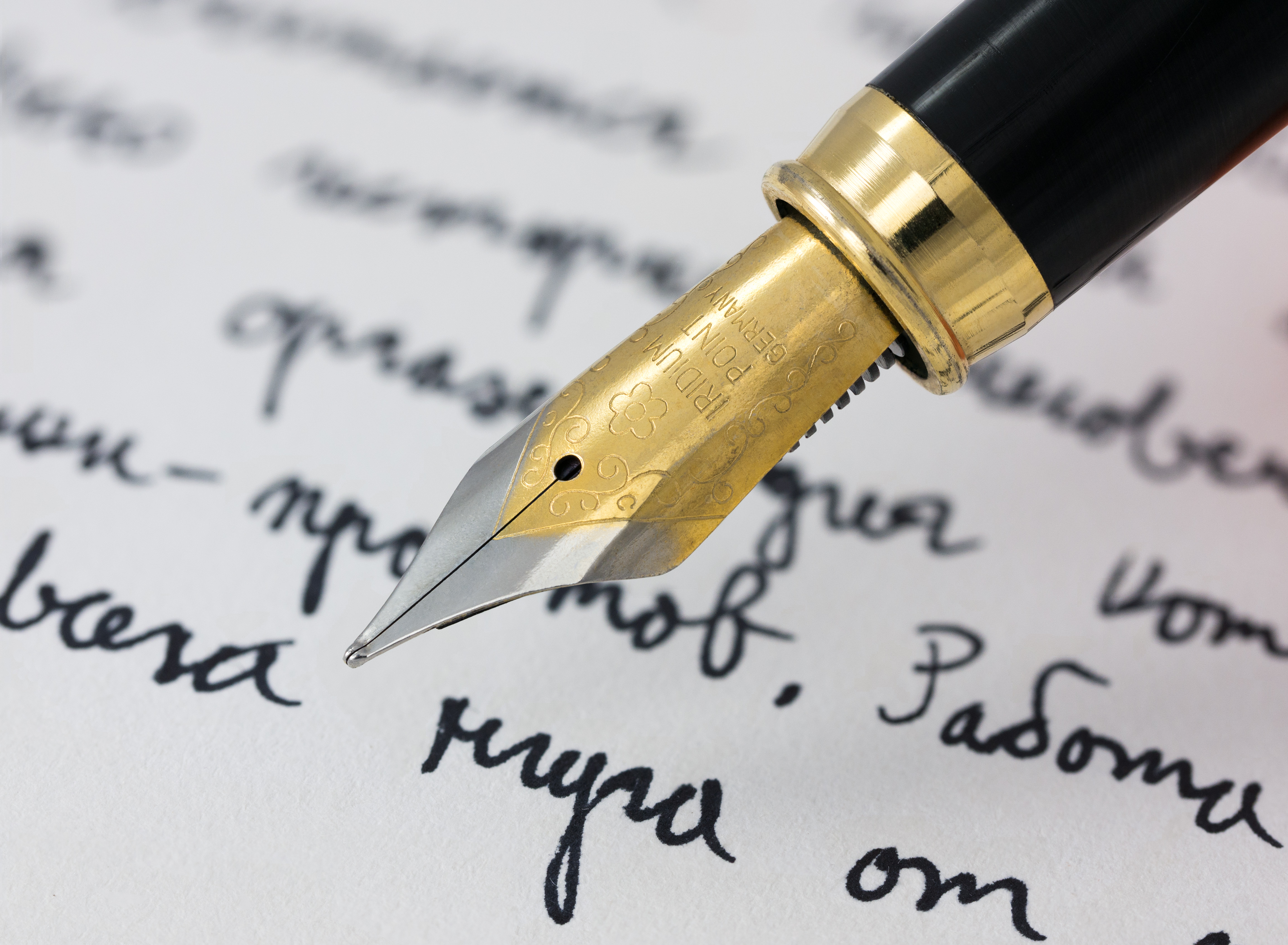
Thérapie par l'écriture; soulager les tensions et les émotions, établir la maîtrise de soi et comprendre la situation après la transmission des mots sur papier

La thérapie par l'écriture est une forme d'art-thérapie, aussi appelée thérapie expressive qui utilise l'acte d'écrire et le mot écrit comme une thérapie. La thérapie par l'écriture postule que le fait d'écrire ses sentiments atténue progressivement la sensation de traumatisme ou le malaise psychique. L'écriture thérapeutique peut se dérouler individuellement ou en groupe, en présence d'un thérapeute ou à distance par courrier ou Internet.
Le domaine de la thérapie par l'écriture rassemble de nombreux praticiens dans une variété de contextes. La thérapie est généralement administrée par un psychothérapeute ou un conseiller thérapeutique. Plusieurs interventions sont proposées en ligne. Les psychologues qui dirigent des groupes d'écriture travaillent également dans les hôpitaux avec des patients aux prises avec des maladies psychiques et somatiques. Au sein des universités, les conseillers thérapeutiques contribuent au développement personnel et à l'épanouissement des étudiants. L'atelier proposé  à distance est utile pour ceux qui préfèrent rester anonymes et ne sont pas prêts à divulguer leurs pensées et leurs angoisses les plus intimes en face à face.
Comme pour la plupart des formes de thérapie, la thérapie par l'écriture est adaptée et utilisée pour traiter un large éventail de problèmes psychonévrotiques, notamment le deuil, l'abandon et la maltraitance. Beaucoup de ces interventions prennent la forme de classes où les patients écrivent sur des thèmes spécifiques choisis par leur thérapeute ou conseiller. Les consignes peuvent aller de l'écriture de lettres non envoyées à leurs destinataires, vivants ou décédés, suivies de réponses imaginaires du destinataire à un dialogue avec la bouteille d'alcool de l'alcoolique devenu abstinent.

## Recherche sur l'action thérapeutique de l'écriture

### Le paradigme de l'écriture expressive
L'écriture expressive est une forme de thérapie par l'écriture développée principalement par James W. Pennebaker à la fin des années 1980. Lors de l'étude princeps sur l'écriture thérapeutique ou expressive  , on a demandé aux participants du groupe expérimental d'écrire sur un «traumatisme passé», en exprimant leurs pensées et leurs sentiments les plus profonds autour de cet évènement. A contrario, les participants du groupe témoin ont été invités à écrire de manière aussi objective et factuelle que possible sur des sujets neutres (par exemple, une pièce particulière ou leurs plans pour la journée), sans révéler leurs émotions ou leurs opinions. Pour les deux groupes, l'échelle de temps était de 15 minutes d'écriture continue répétée sur quatre jours consécutifs. La consigne disait également que si un participant venait à manquer de choses à écrire, il devait revenir au début et se répéter, peut-être en écrivant un peu différemment.

Un exemple de consigne pouvait être: 
Pendant les 4 jours à venir, j'aimerais que vous écriviez vos pensées et vos sentiments les plus profonds sur l'expérience la plus traumatisante de toute votre vie ou sur un problème émotionnel extrêmement important qui vous a affecté. Lors de l'écriture, j'aimerais que vous vous laissiez vraiment aller et que vous exploriez vos émotions et vos pensées les plus profondes. Votre sujet peut être lié à vos relations avec les autres, y compris les parents, les amants, les amis ou les proches ; à votre passé, votre présent ou votre futur ; à qui vous avez été, qui vous voudriez être ou qui vous êtes aujourd'hui. Vous pouvez écrire sur les mêmes questions générales ou expériences tous les jours ou sur des sujets différents chaque jour. Tous vos écrits seront totalement confidentiels.Ne vous souciez pas de l'orthographe, de la grammaire ou de la structure des phrases. La seule règle est qu'une fois que vous avez commencé à écrire, vous continuez jusqu'à ce que le temps soit écoulé.

Plusieurs mesures ont été effectuées avant et après, mais le résultat le plus frappant est que, par rapport au groupe témoin, le groupe expérimental a pris significativement moins rendez-vous chez le médecin au cours des mois suivants. Bien que beaucoup déclarent avoir été bouleversés par l'expérience d'écriture, ils la trouvent également précieuse et pleine de sens:167.
Pennebaker a écrit ou co-écrit plus de 130 articles sur l'écriture expressive. L'un d'entre eux a suggéré que l'écriture expressive a le potentiel de "renforcer" le système immunitaire, expliquant peut-être la réduction des visites chez le médecin. Cela a été démontré en mesurant la réponse des lymphocytes aux mitogènes étrangers phytohémagglutinine (PHA) et concanavaline A (ConA) juste avant et 6 semaines après l'écriture. L'augmentation significative de la réponse lymphocytaire a conduit à des spéculations sur un lien entre l'écriture expressive et l'amélioration de l'immunocompétence. Les résultats d'une étude préliminaire portant sur 40 personnes diagnostiquées avec un trouble dépressif majeur suggèrent que l'écriture expressive régulière pourraitêtre efficace pour réduire les symptômes de la dépression.

### Réception et critique des théories d'écriture expressive de Pennebaker
Les expériences de Pennebaker ont été largement reproduites et validées. À la suite des travaux originaux de Pennebaker, il y a eu un regain d'intérêt pour la valeur thérapeutique de l'abréaction. L'abréaction a été discutée pour la première fois par Josef Breuer et Freud dans les études sur l'hystérie mais n'a pas été beaucoup explorée depuis. Au cœur de la théorie de Pennebaker se trouve l'idée que l'inhibition active des pensées et des sentiments concernant des événements traumatisants nécessite des efforts, sert de facteur de stress cumulatif sur le corps et est associée à une activité physiologique accrue, à une pensée obsessionnelle ou des ruminations concernant l'événement, et  enfin la maladie à plus long terme. Cependant, comme le notent Baikie et Wilhelm, la théorie exerce un attrait intuitif mais un soutien empirique mitigé :
Des études ont montré que l'écriture expressive entraîne des améliorations significatives de divers marqueurs biochimiques du fonctionnement physique et immunitaire (Pennebaker et al, 1988 ; Esterling et al, 1994 ; Petrie et al, 1995 ; Booth et al, 1997). Cela suggère que le partage par l'écriture peut réduire le stress physiologique sur le corps causé par l'inhibition, bien que cela ne signifie pas nécessairement que la désinhibition soit le mécanisme causal sous-jacent à ces effets biologiques. D'autre part, les participants écrivant sur des traumatismes jamais partagés n'ont montré aucune différence dans les résultats de santé avec ceux écrivant sur des traumatismes précédemment partagés (Greenberg et Stone, 1992) et les participants écrivant sur des traumatismes imaginaires qu'ils n'avaient pas réellement vécus et n'auraient donc pas pu inhiber, ont également démontré des améliorations significatives de leur santé physique (Greenberg et al, 1996). Par conséquent, bien que l'inhibition puisse jouer un rôle, les avantages observés de l'écriture ne sont pas entièrement dus aux réductions de l'inhibition.
Dans un article de 2013 de Nazarian et Smyth, les instructions de la tâche d'écriture expressive ont été manipulées -  6 conditions ont été créées - c'est-à-dire le traitement cognitif, l'exposition, l'autorégulation et la recherche d'avantages, l'écriture expressive standard et un groupe témoin. Bien que le cortisol salivaire ait été mesuré pour chaque condition, aucune des conditions n'a influencé de manière significative le cortisol, mais les instructions ont eu un impact différent sur l'humeur en fonction de la condition. Par exemple, le traitement cognitif tel que mesuré après l'intervention était influencé non seulement par les instructions de traitement cognitif, mais également par l'exposition et la recherche de bénéfices. Ces résultats démontrent une influence des différentes instructions sur les résultats. Dans une recherche connexe, Travagin, Margola, Dennis et Revenson  ont comparé les résultats de méthodes de traitement cognitif aux résultats de l'écriture expressive standard pour les adolescents ayant des problèmes avec leurs pairs et cette recherche a démontré un meilleur ajustement social à long terme pour ceux qui ont utilisé l'écriture expressive standard et une plus grande augmentation des affects positif pour les adolescents qui avaient signalé au départ le plus de problèmes avec les pairs.

### Autres théories liées à la thérapie par l'écriture
Un axe de recherche supplémentaire, qui a une incidence particulière sur la différence entre parler et écrire, découle des études de Robert Ornstein sur la structure bicamérale du cerveau. Tout en notant que ce qui suit doit être considéré comme "extrêmement hypothétique", L'Abate, citant Ornstein, postule que :
" On pourrait affirmer... que la parole et l'écriture diffèrent dans la dominance cérébrale relative. ... si le langage est davantage lié à l'hémisphère droit, alors l'écriture pourrait être davantage liée à l'hémisphère gauche. Si c'est le cas, alors l'écriture pourrait utiliser ou même stimuler des parties du cerveau qui ne sont pas stimulées par la parole. "
Julie Gray, fondatrice d'Histoires sans frontières, note que "les personnes qui ont vécu un traumatisme dans leur vie, qu'elles se considèrent ou non comme des écrivains, peuvent bénéficier de la création de récits à partir de leurs histoires. Il est utile d'écrire, c'est-à-dire en toute sécurité et sans jugement. Le traumatisme entraîne un sentiment d'isolement. Ceux qui ont souffert doivent comprendre ce qu'ils ressentent et aussi essayer de le communiquer aux autres." 
Des recherches supplémentaires depuis les années 1980 ont démontré que l'écriture expressive peut participer à une amélioration de la santé à long terme. L'écriture expressive peut entraîner des améliorations physiologiques, psychologiques et biologiques et fait partie du domaine émergent des sciences humaines médicales. Les expériences démontrent des résultats physiologique quantitatifs  tels que des changements dans le système immunitaire, la pression artérielle, en plus des résultats qualitatifs relatif aux symptômes psychiatriques,,. Les tentatives passées de mise en œuvre d'interventions d'écriture expressive en milieu clinique indiquent qu'il existe des avantages potentiels pour les plans de soins. Cependant, les spécificités de ces procédures ou protocoles d'écriture expressive, et les populations les plus susceptibles d'en bénéficier ne sont pas tout à fait claires.
Une étude publiée en 2025 a examiné les effets thérapeutiques de l'écriture épistolaire chez des femmes victimes de violences sexuelles, suggérant que cette approche peut faciliter le processus de guérison.

### Avantages potentiels de l'écriture expressive
L'écriture expressive utilisée en thérapie a des effets à court et à long terme sur les personnes participantes. Karen Baikie et Kay Wilhelm  proposent une brève description des effets suivant une séance d'écriture expressive thérapeutique.
Les effets à court terme après l'utilisation de cette forme de thérapie sont généralement une courte période de détresse ou d'humeur négative. Cependant, le suivi des patients à plus long terme pour mesurer ces effets révèle de nombreux avantages pour la santé mentale et physique.
Ces avantages comprennent, entre autres : "Une pression artérielle réduite, une humeur améliorée, des symptômes dépressifs réduits et moins de symptômes d'intrusion/d'évitement post-traumatiques."
Cette étude a également montré que ces résultats émotionnels positifs à long terme étaient corrélés à des résultats physiques positifs tels que : amélioration de la mémoire, amélioration des performances au travail, réemploi plus rapide entre autres. Alors que les effets à court terme de cette pratique thérapeutique peuvent sembler décourageants, en réalité ils ne sont que les tremplins pour que les individus commencent un cycle de croissance.
La pathologie et les affections sont vécues sur plusieurs fronts : biologique, psychologique et social. Des recherches récentes ont exploré comment la médecine narrative et l'écriture expressive, indépendamment, peuvent jouer un rôle thérapeutique dans les maladies chroniques telles que le cancer. Des comparaisons des pratiques ont été faites entre l'écriture expressive et la psychothérapie. De même, des pratiques telles que : la médecine intégrative, holistique, humaniste ou complémentaire ont déjà été intégrées dans le domaine. L'écriture expressive est auto-administrée avec un minimum d'incitation. Avec d'autres recherches et améliorations, elle peut être utilisé comme une alternative plus rentable à la psychothérapie.
Des expériences récentes, des revues systématiques et des méta-analyses examinant les effets de l'écriture expressive sur l'amélioration des symptômes négatifs du cancer ont donné des résultats initiaux principalement non significatifs,,,. Cependant, l'analyse des sous-groupes et des variables modératrices suggère que des symptômes ou des situations particuliers peuvent profiter à certains plus qu'à d'autres avec la mise en œuvre d'une intervention d'écriture expressive. Par exemple, une revue d'Antoni et Dhabhar (2019) a examiné l'impact négatif du stress psychosocial sur la réponse immunitaire des patients atteints de cancer. Même si une intervention d'écriture expressive ne peut pas avoir d'impact direct sur le pronostic du cancer, elle peut jouer un rôle important sur des facteurs tels que le stress chronique, les traumatismes, la dépression et l'anxiété.
L'impact de la thérapie par l'écriture pour les personnes aux prises avec une dépendance joue un rôle important dans leur traitement . Les exercices d'écriture - même les plus simples comme la poésie ou les histoires - ont le potentiel d'améliorer la capacité des personnes toxicomanes en cure à faire face à leurs affection et à leur état de santé général.
Avec l'accessibilité offerte par Internet, la portée des thérapies par l'écriture a considérablement augmenté, car les patients et les thérapeutes peuvent travailler ensemble de n'importe où dans le monde, à condition qu'ils puissent écrire la même langue. Ils "entrent" simplement dans une "salle de discussion" privée et s'engagent dans un dialogue textuel continu en "temps réel". Les participants peuvent également recevoir des séances de thérapie par e-texte et/ou voix avec vidéo, et remplir des questionnaires en ligne, des documents à distribuer, des feuilles d'entraînement et des exercices similaires.
Cela nécessite les services d'un conseiller ou d'un thérapeute, même assis devant un ordinateur. Compte tenu de l'énorme écart entre le nombre de maladies mentales et la rareté des ressources qualifiées, de nouveaux moyens ont été recherchés pour fournir une thérapie autre que les médicaments. Dans les sociétés les plus avancées, la pression pour des traitements rentables, étayés par des résultats fondés sur des preuves, est venue à la fois des compagnies d'assurance et des agences gouvernementales. D'où le déclin de la psychanalyse intensive de longue durée et l'essor de formes beaucoup plus brèves, comme la thérapie cognitive .[réf. nécessaire]
Actuellement, le mode de thérapie par l'écriture sur Internet le plus largement utilisé est le courrier électronique (voir l'article du psychothérapeute analytique Nathan Field "The Therapeutic Action of Writing in Self-Disclosure and Self-Expression"). C'est asynchrone ; c'est-à-dire que les messages sont transmis entre le thérapeute et le client dans un délai convenu (par exemple, une semaine), mais à tout moment au cours de cette semaine. Lorsque les deux parties restent anonymes, le client bénéficie de l' effet de désinhibition en ligne ; c'est-à-dire, se sent plus libre de divulguer des souvenirs, des pensées et des sentiments qu'ils pourraient retenir dans une situation face à face. Le patient et le thérapeute ont du temps pour réfléchir au passé et retrouver des souvenirs oubliés, du temps pour traiter en privé leurs réactions et réfléchir à leurs propres réponses. Avec la e-thérapie, l'espace est éliminé, et le temps allongé. Dans l'ensemble, cela réduit considérablement la quantité d'apport thérapeutique, ainsi que la vitesse et la pression sous lesquelles les thérapeutes doivent habituellement travailler.
L'anonymat et l'invisibilité offrent un environnement thérapeutique qui se rapproche beaucoup plus que l'analyse classique de l'idéal freudien de "l'écran blanc analytique". S'asseoir derrière le patient sur le divan laisse encore place à une multitude d'indices sur l'individualité de l'analyste ; la e-thérapie n'apporte presque rien. Reste à savoir si la distance et l'anonymat réciproque réduisent ou augmentent le niveau de transfert.
Dans un essai contrôlé randomisé de 2016, l'écriture expressive a été testée par rapport à la direction d'un groupe de soutien en ligne pour les personnes souffrant d'anxiété et de dépression. Aucune différence entre les groupes n'a été trouvée. Les deux groupes ont montré une amélioration modérée au fil du temps, mais d'une ampleur comparable à ce que l'on s'attendrait à voir sur la période concernée sans intervention.
a forme d'auto-assistance par l'écriture la plus ancienne et la plus largement pratiquée consiste à tenir un journal intime ou un journal - par opposition à un journal ou un calendrier de rendez-vous quotidiens - dans lequel l'écrivain enregistre ses pensées et ses sentiments les plus significatifs. Un avantage individuel est que l'acte d'écrire freine puissamment le tourment de la répétition incessante des pensées troubles auxquelles tout le monde est sujet. Kathleen Adams déclare que par l'acte d'écrire dans un journal, l'écrivain est également capable de «littéralement [lire] son propre esprit» et ainsi «de percevoir plus clairement les expériences et ressent ainsi un soulagement de la tension».
- Dissimulation de soi
- Auto-divulgation
- Ecriture réflexive

1. ↑  Jessica Singer et George H.S. Singer, Handbook of Research on Writing: History, Society, School, Individual, Text, New York, Lawrence Erlbaum Assoc., 2008, 485–98 p., « Writing as Physical and Emotional Healing: Findings from Clinical Research »
2. ↑  « Confronting a traumatic event: toward an understanding of inhibition and disease », Journal of Abnormal Psychology, vol. 95, no 3,‎ août 1986, p. 274–81 (PMID 3745650, DOI 10.1037/0021-843x.95.3.274)
3. 1 2  « Writing about Emotional Experiences as a Therapeutic Process », Psychological Science, vol. 8, no 3,‎ mai 1997, p. 162–166 (DOI 10.1111/j.1467-9280.1997.tb00403.x, JSTOR 40063169, S2CID 15516728, lire en ligne [archive du 20 octobre 2003])
4. ↑  « Expressive writing in a clinical setting », The Independent Practitioner., vol. 30,‎ 2010, p. 23–25
5. ↑  « Disclosure of traumas and immune function: health implications for psychotherapy », Journal of Consulting and Clinical Psychology, vol. 56, no 2,‎ avril 1988, p. 239–45 (PMID 3372832, DOI 10.1037/0022-006x.56.2.239, S2CID 15923287)
6. ↑  « An everyday activity as a treatment for depression: the benefits of expressive writing for people diagnosed with major depressive disorder », Journal of Affective Disorders, vol. 150, no 3,‎ septembre 2013, p. 1148–51 (PMID 23790815, PMCID 3759583, DOI 10.1016/j.jad.2013.05.065)
7. ↑  « An experimental test of instructional manipulations in expressive writing interventions: Examining processes of change », Journal of Social and Clinical Psychology, vol. 32, no 1,‎ 2013, p. 71–96 (DOI 10.1521/jscp.2013.32.1.71)
8. ↑  « Letting Oneself Go Isn't Enough: Cognitively Oriented Expressive Writing Reduces Preadolescent Peer Problems », Journal of Research on Adolescence, vol. 26, no 4,‎ décembre 2016, p. 1048–1060 (PMID 28453210, DOI 10.1111/jora.12279)
9. ↑  The Right Mind: Making Sense of the Hemispheres, Mariner Books, 1998
10. ↑  « Transformative Writing », Stories without Borders (consulté le 1er août 2014)
11. ↑  « Confronting a traumatic event: toward an understanding of inhibition and disease », Journal of Abnormal Psychology, vol. 95, no 3,‎ août 1986, p. 274–81 (PMID 3745650, DOI 10.1037/0021-843X.95.3.274)
12. ↑  « Boundaries of Humanities: Writing Medical Humanities », Arts and Humanities in Higher Education, vol. 7, no 2,‎ juin 2008, p. 131–148 (ISSN 1474-0222, DOI 10.1177/1474022208088643, S2CID 145209285)
13. ↑  (en) « Emotional and physical health benefits of expressive writing », Advances in Psychiatric Treatment, vol. 11, no 5,‎ septembre 2005, p. 338–346 (ISSN 1355-5146, DOI 10.1192/apt.11.5.338, S2CID 4695643, lire en ligne)
14. ↑  « A meta-analysis of the effects of written emotional disclosure on the health outcomes of clinical populations », The Journal of Nervous and Mental Disease, vol. 192, no 9,‎ septembre 2004, p. 629–34 (PMID 15348980, DOI 10.1097/01.nmd.0000138317.30764.63, S2CID 44735579)
15. 1 2  « The effect of expressive writing intervention on psychological and physical health outcomes in cancer patients--a systematic review and meta-analysis », Psycho-Oncology, vol. 24, no 11,‎ novembre 2015, p. 1349–59 (PMID 25871981, PMCID 6680178, DOI 10.1002/pon.3802)
16. 1 2  « Research studies on patients' illness experience using the Narrative Medicine approach: a systematic review », BMJ Open, vol. 6, no 7,‎ juillet 2016, e011220 (PMID 27417197, PMCID 4947803, DOI 10.1136/bmjopen-2016-011220)
17. ↑  E. Jay, "The epistolary form in writing mediation as a response to traumatic intrusion, La forme épistolaire dans la médiation écriture comme réponse à l'effraction traumatique", European Journal of Trauma and Dissociation, 2005. Lien
18. ↑  (en) Baikie et Wilhelm, « Emotional and physical health benefits of expressive writing », Advances in Psychiatric Treatment, vol. 11, no 5,‎ septembre 2005, p. 338–346 (ISSN 1355-5146, DOI 10.1192/apt.11.5.338, S2CID 4695643, lire en ligne)
19. ↑  « Expressive writing interventions in cancer patients: a systematic review », Health Psychology Review, vol. 8, no 3,‎ 18 février 2014, p. 339–61 (PMID 25053218, DOI 10.1080/17437199.2014.882007, S2CID 5214868)
20. 1 2  « Improving Breast Cancer Survivors' Psychological Outcomes and Quality of Life: Alternatives to Traditional Psychotherapy », Current Breast Cancer Reports, vol. 10, no 1,‎ mars 2018, p. 28–34 (PMID 32153724, PMCID 7061914, DOI 10.1007/s12609-018-0266-y)
21. ↑  « Temporal relationship of posttraumatic stress disorder symptom clusters during and after an expressive writing intervention for Chinese American breast cancer survivors », Journal of Psychosomatic Research, vol. 135,‎ août 2020, p. 110142 (PMID 32485623, DOI 10.1016/j.jpsychores.2020.110142, S2CID 219287973)
22. ↑  « Effect of prolonged expressive writing on health outcomes in breast cancer patients receiving chemotherapy: a multicenter randomized controlled trial », Supportive Care in Cancer, vol. 29, no 2,‎ février 2021, p. 1091–1101 (PMID 32601853, DOI 10.1007/s00520-020-05590-y, S2CID 220261066)
23. ↑  « The impact of psychosocial stress and stress management on immune responses in patients with cancer », Cancer, vol. 125, no 9,‎ mai 2019, p. 1417–1431 (PMID 30768779, PMCID 6467795, DOI 10.1002/cncr.31943)
24. ↑  Buda, « Stephen J. Lepore & Joshua M. Smyth (Eds.) (2002). The Writing Cure: How Expressive Writing Promotes Health and Emotional Well-Being. By Béla Buda », Crisis, vol. 23, no 3,‎ mai 2002, p. 139 (ISSN 2151-2396, PMID 26200669, DOI 10.1027//0227-5910.23.3.139a, lire en ligne)
25. ↑  Harwood, T. Mark and L'Abate, Luciano. "Distance Writing: Helping without Seeing Participants." Self-Help in Mental Health: A Critical Review. London: Springer, 2010. 47.
26. ↑  « Healing Through Words: The Benefits Of Writing Therapy », 6 décembre 2016
27. ↑  « Direction to an Internet Support Group Compared With Online Expressive Writing for People With Depression And Anxiety: A Randomized Trial », JMIR Mental Health, vol. 3, no 2,‎ mai 2016, e12 (PMID 27189142, PMCID 4887661, DOI 10.2196/mental.5133)
28. ↑  « A Brief History of Journal Writing », The Center for Journal Therapy (consulté le 28 décembre 2011)